# St. Martin (Hittbergen)

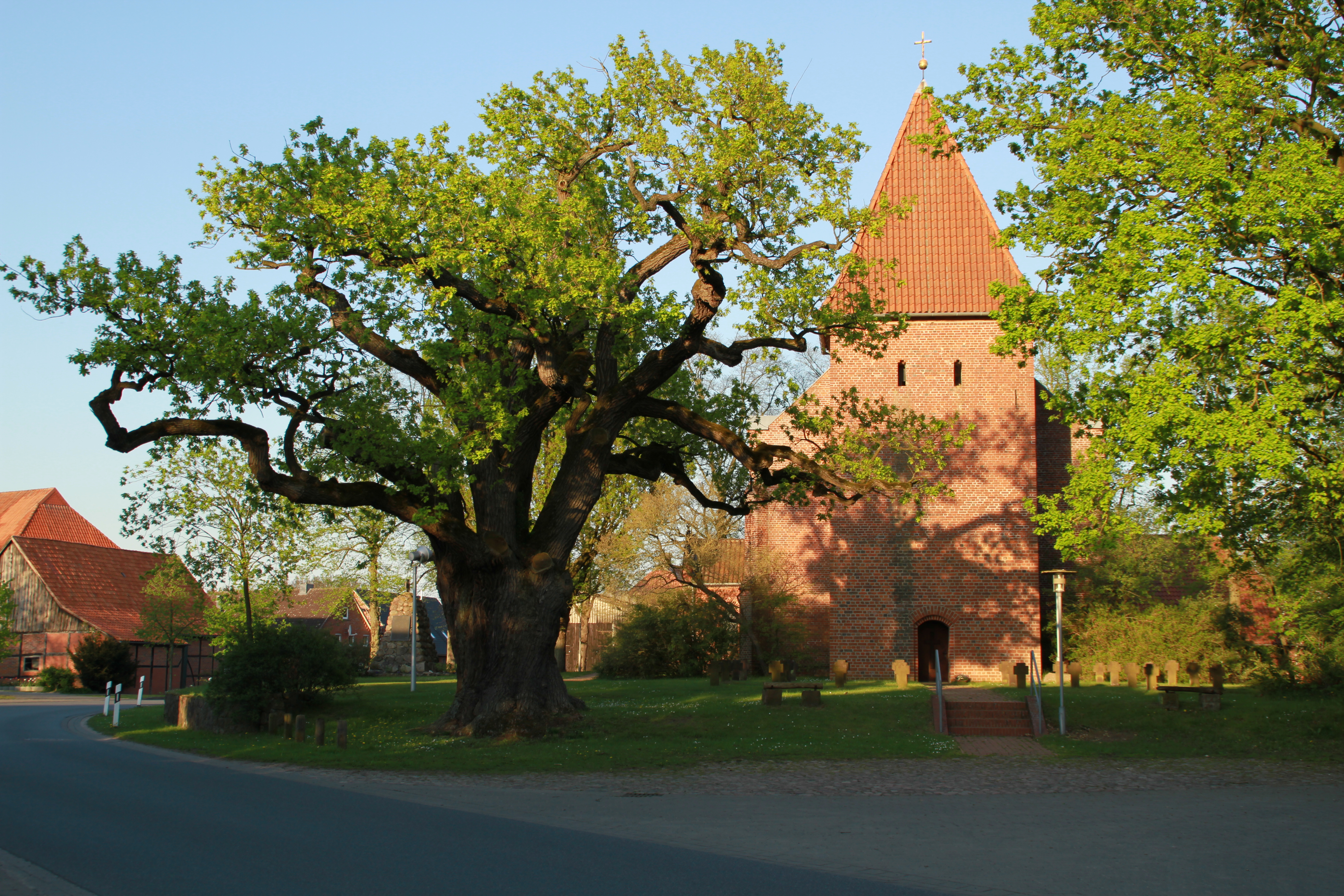
St. Martin

Die evangelisch-lutherische Kirche St. Martin steht in Hittbergen, einer Gemeinde im Landkreis Lüneburg in Niedersachsen. Die Kirchengemeinde wurde mit den Kirchengemeinden Echem und Lüdersburg zu einer Kirchengemeinde mit Sitz in Hittbergen zusammengefasst. Sie gehört zum Kirchenkreis Lüneburg im Sprengel Lüneburg in der Evangelisch-lutherischen Landeskirche Hannovers.

## Beschreibung
Die neugotische Saalkirche wurde von 1872 bis 1875 nach einem Entwurf von August Schwägermann erbaut. Der trutzige Kirchturm im Westen stammt von einem mittelalterlichen Vorgänger. An das Langhaus ist im Osten eine Apsis angebaut. Der Innenraum wird von einem Tonnengewölbe überspannt, das von Balken gestützt wird. Im Westen befindet sich eine Empore, auf der die Orgel steht. Zur Kirchenausstattung gehörte ursprünglich ein Flügelaltar, von dem nur fünf Figuren aus der Zeit um 1430 gerettet wurden. Sie stehen heute an der neugotischen Kanzel. In der Mitte des neugotischen Altars ist ein Bild, das Jesus Christus auf einer Wolke zeigt. 